# Houdán

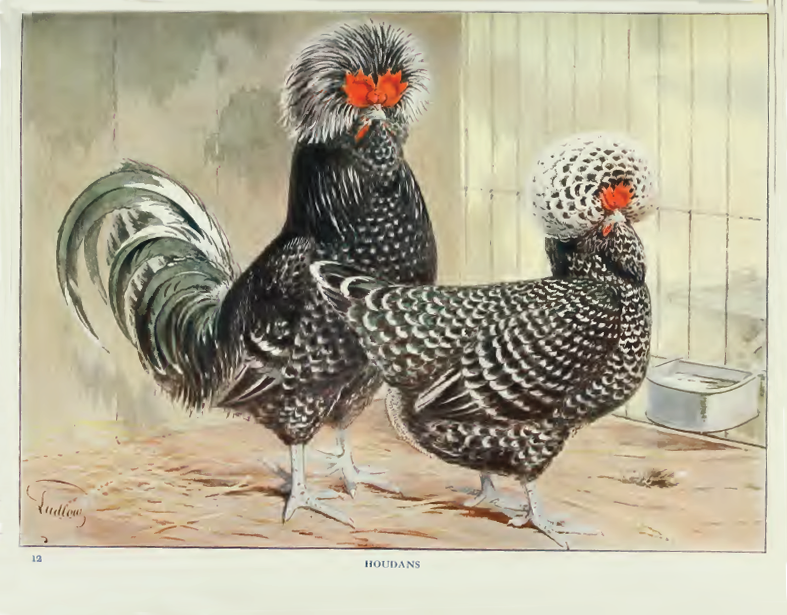
Houdánok (J.W.Ludlow, 1902)

A Houdan egy franciaországi tyúkfajta.

## Fajtatörténet
Franciaországban tenyésztették ki. A dorking fajtával növelték testtömegüket.

## Fajtabélyegek, színváltozatok
Széles, hosszú háta van. Farktollait kissé megemelten, de nem túl magasan hordja. Melltájéka telt, széles. Szárnyait testéhez húzva tartja. Feje széles, erős. Koponyáján van egy kis félkör alakú emelkedés, melyen a bóbita helyezkedik el. Taraja pillangó taraj, nem szabad, hogy túl lapított legyen. Arca piros, szeme vörös-narancs színű. Csőre rövid, erősen hajlított. Füllebenye kicsi, a szakáll teljesen eltakarja. Toroklebeny kicsi, lekerekített, lehetőleg hiányozzon, helyette erőteljesebb szakáll legyen. Nyaka nem túl hosszú. Combok rövidek, vaskosak. Csüd meglehetősen rövid, pirossas-fehér, sötét foltokkal. Van egy ötödik ujjuk. Tollazatuk puha. 
Színváltozatok: fekete-fehér tarka, fehér, kék.

## Tulajdonságok
Erős felépítésű tanyasi tyúkfajták, nagy körbóbitával, szakállal, pillangó tarajjal, 5 ujjal. Gyors növekedésű, finom, omlós húsa van. Korán ivarérettek. 
| Általános tulajdonságok: | Általános tulajdonságok:              |
| ------------------------ | ------------------------------------- |
| Súlya                    | kakas 2,5 - 3,5 kg, tojó 2,0 - 3,0 kg |
| Gyűrűmérete              | kakas 20, tojó 18                     |
| Tenyésztojás tömege      | 53 g                                  |
| Tojáshéj színe           | fehér                                 |
| Éves tojáshozama         | 160 db                                |

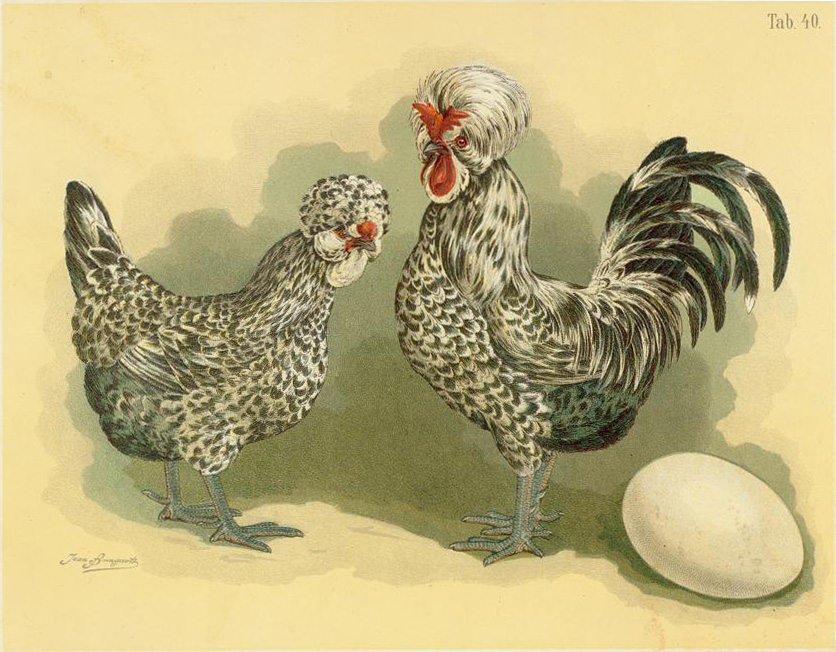
Houdan pár (Jean Bungartz, 1885)
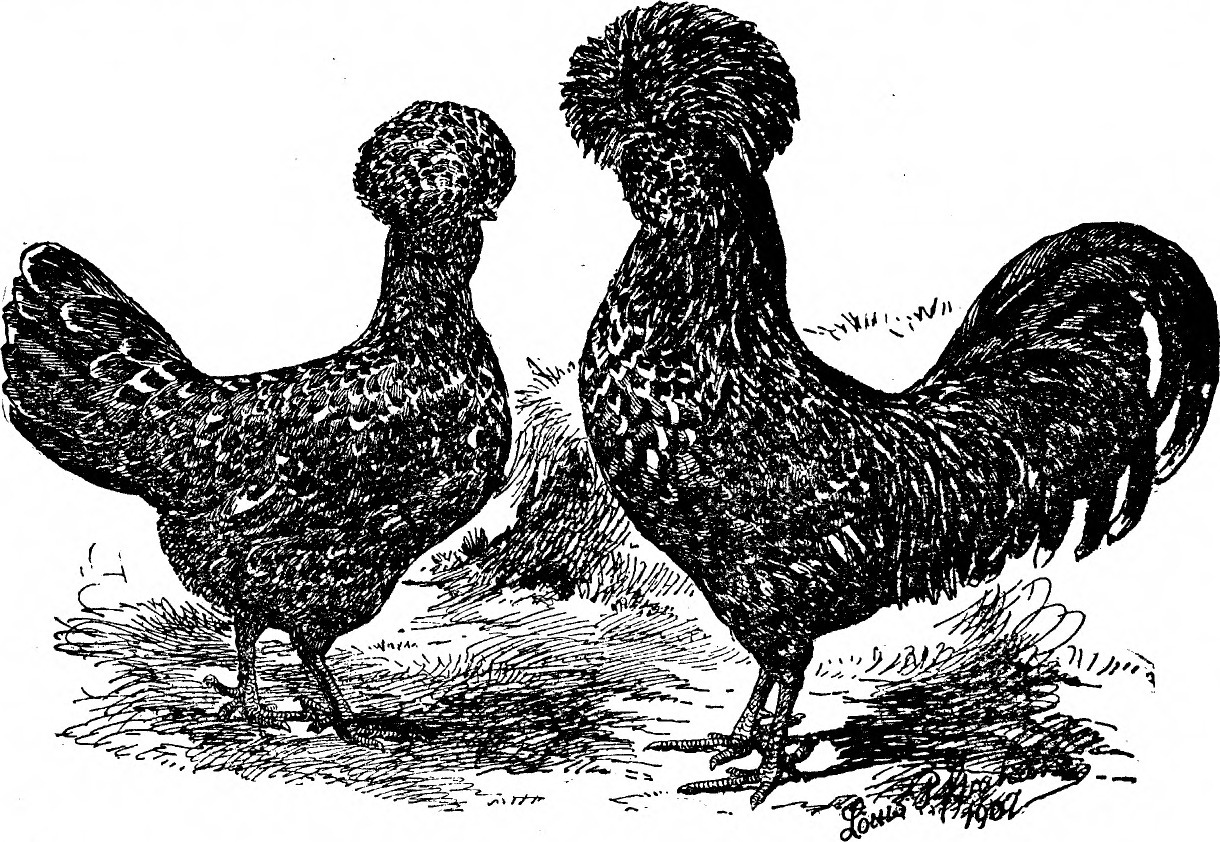
Houdan pár (Standard varieties of chicken, 1916)
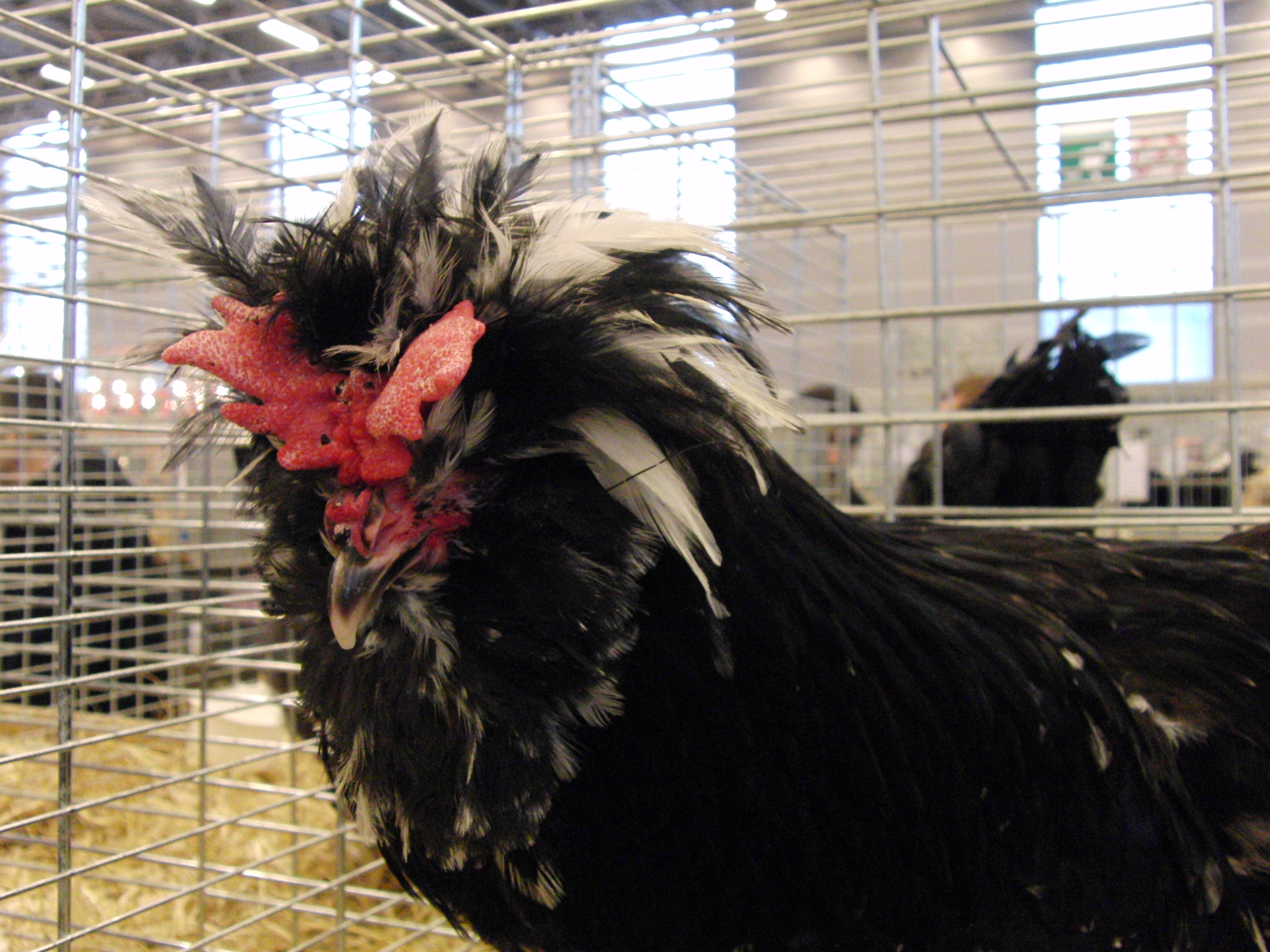
Houdan kakas portré